# Народна република Румъния
Народна република Румъния (на румънски: Republica Populară Română, съкратено НРР) е наименованието на Румъния след абдикацията на последния румънски крал Михай I на 30 декември 1947 г., която поставя край на съществуването на Кралство Румъния, до издаването на новата конституция от 21 август 1965 г., според която страната се преименува на Социалистическа република Румъния (Republica Socialistă România, СРР).
От 1954 г. името на страната се изписва като Republica Populară Romînă, според тогава приетите писмени норми на румънския език. През 1964 г. е върната буквата â в записа на името и то става Republica Populară Română.
Химнът на НРР е Zdrobite cătuşe (Счупени окови) в периода 1948 – 1953 г., когато е заменен с Te slăvim, Românie! (Теб славим, Румънийо). Вторият химн се запазва и след създаването на СРР до 1977 г., когато е сменен с Trei culori (Три цвята).

## Държавни глави
- Константин Пархон (председател на Временното председателство на Републиката / председател на Президиума на Великото национално събрание)
- Петру Гроза (председател на Президиума на Великото национално събрание)
- Йон Георге Маурер (председател на Президиума на Великото национално събрание)
- Георге Георгиу-Деж (председател на Държавния съвет)
- Киву Стойка (председател на Държавния съвет)

|  | Тази страница частично или изцяло представлява превод на страницата Republica Populară Română в Уикипедия на румънски. Оригиналният текст, както и този превод, са защитени от Лиценза „Криейтив Комънс – Признание – Споделяне на споделеното“, а за съдържание, създадено преди юни 2009 година – от Лиценза за свободна документация на ГНУ. Прегледайте историята на редакциите на оригиналната страница, както и на преводната страница, за да видите списъка на съавторите. ВАЖНО: Този шаблон се отнася единствено до авторските права върху съдържанието на статията. Добавянето му не отменя изискването да се посочват конкретни източници на твърденията, които да бъдат благонадеждни. |